# 维谢勒楠特伊
维谢勒楠特伊（法語：Vichel-Nanteuil）是法国皮卡第大区埃纳省的一个市镇，属于蒂耶里堡区讷伊圣弗龙县。该市镇2009年时的人口为87人。

## 人口
维谢勒楠特伊人口变化图示
| 数据来源：INSEE |